# Beatriz García Vasallo
Beatriz García Vasallo (firma científica: B. G. Vasallo o B. García-Vasallo) es una profesora, investigadora, divulgadora científica española. Es profesora asociada al área de Electrónica en el Departamento de Física Aplicada de la Universidad de Salamanca (USAL).
Sus aportes al campo científico se centran en el modelado y la caracterización de dispositivos III-V, también en el modelado de ruido de los sistemas neuromórficos. Ha participado en diversos eventos académicos y festivales de divulgación científica como el Pint of Science. También cuenta en su haber con diversas publicaciones sobre temas relacionados con la Física y Química 
de índole divulgativa, como en el diario Pamplona Actual, y en la plataforma editorial The Conversation.

## Biografía
Se licenció en Física por la Universidad de Salamanca en 2000 y se doctoró en 2005 (premio extraordinario de doctorado) en esta misma universidad. Estuvo en Institut d’Electronique, de Microélectronique et de Nanotechnologies (IEMN), Francia, durante dos años, donde realizó sus estudios posdoctorales.
Desde 2018 ha sido profesora asociada en la Universidad de Salamanca en el departamento de Física Aplicada. Forma parte del equipo de investigadores NANO-ELEC (Grupo de Investigación en Dispositivos Nanoelectrónicos de Alta Frecuencia), de la Universidad de Salamanca.
Sus artículos de investigación se centran en el estudio del comportamiento estático, dinámico y de ruido de dispositivos semiconductores III-V mediante modelos de Montecarlo. Además, la aplicación de modelos típicamente semiconductores en el estudio del transporte de iones a través de membranas biológicas para dispositivos semiconductores bioinspirados ha captado su interés científico en los últimos años.

### Actividad investigadora y académica
Ha participado en más de 30 artículos científicos, 55 ponencias en congresos, 20 de ellas revisadas por compañeros, y ha colaborado en un libro. Además ha participado en varios proyectos de investigación financiados por diferentes instituciones como la Comisión Europea, Ministerio de Educación y Ciencia y la Junta de Castilla y León.
Ha recibido una valoración global Excelente en el programa Docentia (convocatoria 2021-2022). También ha participado en actividades de divulgación científica como Pint of Science (2018) o seminarios +Física organizados por la sección local de la Real Sociedad Española de Física (2023). Ocupó la subdirección de Extensión Universitaria en la Escuela Politécnica Superior de Zamora entre 2016 y 2020.